# 武汉机场大巴
武汉机场大巴，又称为武汉机场巴士，是连接武汉天河机场与武汉市中心城区的重要交通系统。目前，武汉机场大巴共有6条线路，连接了天河机场和武汉三镇的重要地点，包括汉口火车站、武昌火车站和傅家坡客运站等。随着2016年底武孝城际铁路开通和武汉地铁2号线北延至天河机场，机场大巴客流锐减，已经成为从武汉市区前往机场的次要手段。

## 营运历史
1995年，武汉天河机场投入使用后，为了解决市区与机场之间的交通问题，开通了汉口航空路——民航新村——天河机场的机场大巴路线。当时的机场巴士由武汉机场发展总公司负责营运。2003年4月28日，天河机场将机场大巴在市内的终点由汉口延伸到武昌，并途经汉阳古琴台，从而使武汉三镇的旅客进出机场更加便利。2005年，机场巴士交由武汉天河机场公司的旅客班车运营，设有1条路线，站点包括武昌傅家坡长途客运站、武昌火车站、汉口航空路、范湖(机场市内基地)、民航新村。
2005年，首都机场集团与湖北机场集团完成整合。2007年，武汉机场大巴进行经营权竞标活动，当时参与竞标的运营商包括东星航空、武汉公交集团和湖北省客运集团，最后由湖北省客运集团胜出，从2007年10月起，经营期限10年。目前，机场大巴由湖北公路客运集团有限公司第八运输分公司承运。

## 线路与时刻

### 前往机场
一号线：武昌傅家坡——机场
- 停靠站：傅家坡（傅家坡长途汽车站） -- 宏基（宏基客运站） -- 民航小区  -- 天河机场2号航站楼 -- 天河机场国际航站楼
- 运营时间：6：00～20：00
- 票价：32元
- 发车间隔：7：00～20：00，每30分钟一班

二号线：武昌宏基——机场
- 停靠站：宏基（宏基汽车客运站） -- 民航小区  -- 天河机场2号航站楼 -- 天河机场国际航站楼
- 运营时间：6：10～20：15
- 票价：32元
- 发车间隔：8：15～20：15，每60分钟一班（7：00～8：00无班次）

五号线：武汉火车站——机场（空铁快线）
- 停靠站：武汉火车站  -- 天河机场2号航站楼 -- 天河机场国际航站楼
- 运营时间：9：00、9：30、10：20、11：00、12：00、13：00、14：00、15：00、16：00、17：00、18：00、19：00
- 票价：37元

### 前往市区
一号线：武汉天河机场→武珞路傅家坡
- 停靠站：天河机场2号航站楼 -- 天河机场国际航站楼  --  琴台  --  傅家坡（傅家坡长途汽车站）
- 运营时间：8：30～凌晨航班结束
- 票价：至琴台22元，傅家坡32元
- 发车间隔：30分钟一班，客满随时发车

五号线：武汉天河机场→武汉火车站
- 停靠站：天河机场2号航站楼 -- 天河机场国际航站楼  --  徐东  --  武汉火车站
- 运营时间：9：30、10：30、11：00、11：30、12：30、13：30、14：30、15：30、16：30、17：30、18：30、19：30、20：10
- 票价：前往徐东32元，前往武汉火车站37元

## 官方网站
湖北省客运集团第八运输公司 （页面存档备份，存于）